# Hệ thống đa đảng
Hệ thống đa đảng là hệ thống mà ở đó có hai hoặc nhiều hơn các đảng phái chính trị có khả năng giành quyền điều hành chính phủ một cách độc lập hay liên minh với nhau.
Không giống như hệ thống một đảng phái hay hệ thống không đảng phái, hệ thống đa đảng khuyến khích toàn bộ cử tri thành lập nhiều nhóm đặc trưng riêng, Được công nhận chính thức và thường được gọi là các đảng chính trị. Mỗi đảng tranh cử từ những cử tri hợp thức (được cho phép bầu). Hệ thống đa đảng là thiết yếu trong một nền dân chủ đại nghị, vì nó ngăn ngừa sự lãnh đạo của một đảng duy nhất dẫn đến những chính sách không mang tính cạnh tranh (được đưa ra thách thức bởi các đảng phái khác).
Nếu chính phủ gồm các ghế được bầu ra, các đảng có thể chia quyền theo đại diện tỉ lệ hoặc luật  thắng với đa số tương đối. Ở đại diện tỉ lệ, mỗi đảng giành được một số ghế theo tỉ lệ phiếu bầu mà đảng đó nhận được. Còn ở thắng với đa số tương đối, cử tri được chia thành nhiều khu vực, mỗi khu vực một người được chọn cho một ghế bởi đa số phiếu. Luật thắng với đa số tương đối không có lợi cho sự phát triển của nhiều đảng, và chúng tự nhiên hướng đến một hệ thống chỉ có hai đảng, nơi chỉ có hai đảng có cơ hội thực sự trong việc đưa ứng viên của họ giành chiến thắng (hệ quả này còn gọi là luật Duverger.) Trái lại, đại diện tỉ lệ không có khuynh hướng này và cho phép nhiều đảng chính phát triển.
Sự khác biệt này không phải là không có liên quan với nhau. Một hệ thống hai đảng đòi hỏi cử tri đứng vào các khối lớn, nhiều khi lớn đến nỗi họ không thể đồng ý với các nguyên tắc chung. Theo cách nghĩ này, một số thuyết cho rằng điều này những ứng viên ôn hòa sẽ giành chiến thắng. Trong khi đó, nếu có nhiều đảng chính, mỗi đảng có số phiếu bầu về cơ bản ít hơn đa số, các đảng buộc phải liên minh với nhau để thiết lập một chính phủ. Điều này cũng khuyến khích một đường lối ôn hòa.
Hoa Kỳ là một ví dụ cho hệ thống đa đảng nhưng chỉ có hai đảng từng điều hành chính phủ. Đức, Ấn Độ, Pháp và Israel là những quốc gia điển hình đang sử dụng hệ thống đa đảng một cách hiệu quả trong nền dân chủ của mình. Với những nước này, nhiều đảng chính trị thường thiết lập liên minh để tạo thành một khối mạnh cho việc điều hành chính phủ.
Ngày nay, hệ thống này được áp dụng tại hầu hết các quốc gia trên thế giới. Ngược lại với đa đảng là chế độ đơn đảng được áp dụng tại một số quốc gia Xã hội chủ nghĩa.

## Các quốc gia đa đảng
Trên thế giới (tính đến tháng 1 năm 2013) có tất cả 117 quốc gia và vùng lãnh thổ đa đảng, trong đó châu Âu với số lượng đông nhất, 40 quốc gia và vùng lãnh thổ.

### Các quốc gia đa đảng ở châu Á
Châu Á có 21 quốc gia độc lập đa đảng có chủ quyền:
- Thái Lan
- Indonesia
- Philippines
- Đông Timor
- Hàn Quốc
- Đài Loan
- Ấn Độ
- Pakistan
- Nepal
- Maldives
- Uzbekistan
- Kyrgyzstan
- Iraq
- Jordan
- Síp
- Liban
- Thổ Nhĩ Kỳ
- Nhật Bản
- Israel
- Singapore
- Myanmar

### Các quốc gia đa đảng ở châu Âu
Châu Âu có 40 quốc gia và vùng lãnh thổ đa đảng:
| - Thụy Điển - Na Uy - Phần Lan - Estonia - Latvia - Lithuania - Vương quốc Liên hiệp Anh và Bắc Ireland - Ireland - Iceland - Quần đảo Faroe - Đan Mạch - Đảo Man - Đức | - Pháp - Áo - Luxembourg - Thụy Sĩ - Hà Lan - Bỉ - Bồ Đào Nha - Tây Ban Nha - Andorra - Ý - San Marino - Slovenia - Croatia | - Bosnia và Herzegovina - Montenegro - Serbia - Kosovo - Macedonia - Hy Lạp - Ba Lan - Ukraina - Moldova - Nga - Slovakia - Hungary - Romania - Bulgaria |

### Các quốc gia đa đảng ở châu Mỹ
Châu Mỹ có 23 quốc gia và vùng lãnh thổ đa đảng:
| - Canada - Saint Pierre và Miquelon - Guatemala - El Salvador - Nicaragua - Panama - Brasil | - Uruguay - Paraguay - Argentina - Chile - Bolivia - Peru - Ecuador | - Colombia - Venezuela - Suriname - Guyane thuộc Pháp - Haiti - Mexico - Anguilla - Guadeloupe - Hoa Kỳ |

### Các quốc gia đa đảng ở châu Phi
Châu Phi có 24 quốc gia và vùng lãnh thổ đa đảng:
| - Ai Cập - Libya - Tunisia - Maroc - Sudan - Mauritania - Mali - Niger | - Nigeria - Senegal - Sierra Leone - Bờ Biển Ngà - Liberia - Cộng hòa Trung Phi - São Tomé và Princípe - Djibouti | - Burundi - Kenya - Zambia - Malawi - Comoros - Somaliland - Madagascar - Mayotte |

### Các quốc gia châu Đại Dương đa đảng
Châu Đại Dương có 8 quốc gia và vùng lãnh thổ đa đảng:
| - Australia - New Zealand - Quần đảo Solomon - Vanuatu | - New Caledonia - Polynesia thuộc Pháp - Wallis và Futuna | - Kiribati - Papua New Guinea |